# Daydreamin' (谷山紀章の曲)
「Daydreamin'」（デイドリーミン）は、谷山紀章の1枚目のシングル。2005年2月23日にLantisから発売された。

## 概要
声優・谷山紀章のデビューシングル。表題曲「Daydreamin」は、テレビアニメ『好きなものは好きだからしょうがない!!』エンディングテーマとして使用された。ジャケットには、羽柴空と藤守直が描かれている。

## 収録曲
1. Daydreamin [4:24]
作詞：mavie、作曲：黒須克彦、編曲：飯塚昌明
2. Fly away [3:58]
作詞：谷山紀章、作曲・編曲：飯塚昌明
3. Daydreamin（off vocal）
4. Fly away（off vocal）